# NGC 3136B
NGC 3136B is een elliptisch sterrenstelsel in het sterrenbeeld Kiel. Het bevindt zich in de buurt van NGC 3136 en NGC 3136A.

## Synoniemen
- ESO 92-13
- AM 1007-664
- PGC 29597